# Městská legenda
Městská legenda (urban legend), též současná pověst (contemporary legend) nebo městský mýtus (urban myth) je součástí soudobého folkloru. Příběh je předáván ústně nebo prostřednictvím psaných textů či masových komunikačních médií a internetu. Struktura městské legendy je stavěna tak, aby posluchač uvěřil, že příběh je skutečně pravdivý, a jako pravdivý je také předáván dál. Charakter legendy obsahuje humorné, či hororové prvky, často má varovný nebo moralizující charakter či xenofobní podtext. Typickým úvodem takového příběhu je skutečnost, že se tato historka stala vypravěčovu známému (příteli, rodinnému příslušníkovi a podobně), nikdy se však nejedná o vypravěče samotného. Tato forma uvedení do příběhu získala v angličtině označení FOAF (friend of a friend). Některé městské legendy kolují již desítky let pouze s drobnými úpravami odpovídajícími lokálnímu kontextu. Novější legendy mají tendenci reflektovat současné události, starší se pak mohou proměňovat v reakci na aktuální dění. Jako příklad v anglicky hovořícím prostředí můžeme uvést pověst o lidech, kteří byli přepadeni, uspáni a probudili se s jizvou na boku a bez ledviny. Známá česká fáma pojednává například o černé sanitce, která jezdí v noci a unáší mladé lidi a děti.

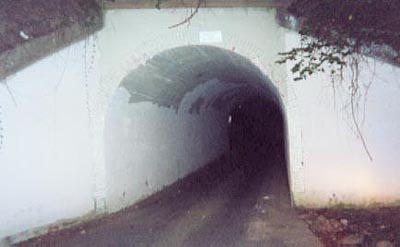
Colchesterský viadukt, místo městské legendy ze 70. let 20. století o „Bunnymanovi“, údajně muž nebo duch v kostýmu králíka, který napadl lidi v této oblasti

## Historie a terminologie
Termín „urban legend“ se ve folkloristickém diskurzu objevoval od šedesátých let 20. století. V roce 1981 představil americký folklorista a profesor anglistiky na University of Utah Jan Harold Brunvand první ze série populárních knih popisující tento fenomén. První kniha, nazvaná The Vanishing Hitchhiker: American Urban Legends and Their Meanings vymezila pojem „městská legenda“ jako dosud málo probádaný fenomén, ze kterého by folkloristé mohli získat cenné informace o současné společnosti. Zároveň také změnila pohled na mýtus a legendu jako na prvek objevující se výlučně v tradičních společnostech. Tím se dostáváme k předpokladu, že městská legenda, navzdory svému označení, není pouze záležitostí urbánní, ale vyskytuje se i v rurálním prostředí. Označením „městská“ se spíše vymezuje oproti tradičnímu folkloru pre-industriální doby. Mnoho sociologů a folkloristů proto preferuje termín současná pověst či fáma.
Označení městský mýtus (urban myth) je preferován v některých jazycích, například v mexické španělštině se nejspíše setkáme s „mito urbano“, zatímco ve francouzském prostředí spíše s légendes contemporaines. Termín současná pověst není dle Brunvanda na rozdíl od mýtu zatížen představou nadpřirozena, neboť mýtus v akademických definicích většinou zahrnuje věci nadpřirozené a magické, přičemž soudobé městské legendy (mýty) jsou prezentovány jako racionální. Termín hoax se v současném diskurzu většinou používá jako výraz pro typ legendy šířící se na internetu, viz níže.

## Struktura městské legendy
Stejně jako v případě mýtů předindustriální doby, je téměř nemožné vypátrat přesný původ městské legendy, pouze ve zlomku případů je možno vypozorovat návaznost např. na konkrétní událost. Jako příklad můžeme uvést legendu uvádějící, že Fanta je výrobek firmy Coca-Cola, původně určený k prodeji v nacistickém Německu, aby se zabránilo negativní reakci populace na americkou značku. Tato legenda se opírá o skutečné události v Německu za druhé světové války, konkrétně o činy Maxe Keitha.
Skutečnost, že většina městských legend je prezentována jako událost, jež se stala konkrétní osobě (i když neznámé a často blíže nespecifikované), přispívá k autentičnosti a uvěřitelnosti příběhu. Mnohé legendy popisují brutální zločiny, které často mohou ohrozit i mnoho lidí, či hraničí s konspiračními teoriemi. Lidé mají přirozenou potřebu varovat své bližní a jejich vlastní strach pak přispívá k šíření příběhu. Není neobvyklé, že i média, veřejné instituce, dokonce i policie uvěří městským legendám a varují obyvatelstvo před konkrétní hrozbou. Stalo se tak například na Floridě, či v Ontariu v Kanadě, přičemž obě místa zasáhla stejná fáma o novém pouličním gangu, který během svých iniciačních rituálů zabíjí nevinné občany. Fámě uvěřil jak celý floridský policejní okrsek, tak kanadský ministr obrany a na obou místech bylo obyvatelstvo varováno před možným nebezpečím.

## Městské legendy a xenofobie
Městské legendy mají často xenofobní podtext, většinou zaměřený proti minoritám. V závislosti na lokální situaci to mohou být černoši, Arabové, Židé, Hispánci, či v českém prostředí například Romové. Roli hraje nedůvěra a neinformovanost, která podporuje vytváření fám. Například v časté městské legendě z anglofonního prostředí o napadeném a vykastrovaném chlapci jsou útočníci téměř vždy černé pleti a jejich obětí je běloch, případně útočníci jsou Židé a jejich obětí je křesťanský chlapec. Dle profesora Billa Ellise kolovala podobná městská legenda již v antickém Římě, tam ale naopak útočníci byli křesťané, což odpovídá dobovému kontextu.
Některé současné „racionální“ městské legendy mohou reflektovat starší pověsti zahrnující nadpřirozeno, například u zloděje v historce o zraněném zloději (The Robber who was Hurt) lze najít paralelu k příběhům o čarodějnicích, které se ústní tradicí předávaly o mnoho desítek let dříve. „Racionalizovaná“ moderní verze neobsahuje nadpřirozené jevy, postavu čarodějnice nahrazuje zloděj, ale v příběhu se setkáváme s podobnými prvky a vzorci chování.
Mnohé městské legendy jsou v podstatě vtipy, prezentované jako skutečnost. Jindy obsahují varování nebo vyžadují ze strany varovaného určitou činnost, aby zabránil neštěstí, zde se setkáváme většinou s podmínkami typu „rozešli tento mail deseti dalším osobám“. Tento fenomén ale pozorujeme spíše u internetových hoaxů a řetězových dopisů.
Hoax je lež, úmyslně podána tak, aby vypadala pravdivě. Podstata a forma hoaxu může být podobná jako u městské legendy. Častěji se dnes o hoaxech diskutuje v souvislosti s jejich psanou formou (jak původní forma dopisů, tak i současná internetová komunikace tzv. řetězové dopisy). Hoaxy mohou mít různou podobu, mezi nejtypičtější patří varování před viry, nabídky různých „výhodných“ obchodů či slev, požadavky na zaplacení dobročinného příspěvku, či jen vtipy apelující na pověrčivost. Typickou složkou této formy hoaxu je varování, že pokud hoax nepřepošlete dalším uživatelům, stane se něco nešťastného, či naopak pokud hoax rozešlete dál, budete mít štěstí.

## Dokumentované městské legendy
Internet umožnil šíření městských legend, zároveň ale usnadňuje odhalení jejich pravé podstaty široké veřejnosti. Existuje mnoho webových stránek týkajících se dané problematiky, např. Snopes.com či specializovaná diskusní fóra. V USA vznikl pod hlavičkou The United States Department of Energy systém Hoaxbusters, jenž měl odhalovat hoaxy a fámy šířící se po internetu, dnes již nefunguje.
O městských legendách rovněž vzniklo mnoho televizních programů, např. seriál Urban Legends z roku 2007, Věřte nevěřte, nebo Bořiči mýtů, které se většinou snaží fámu buď popřít, nebo najít její faktický základ.
V českém prostředí se městským legendám věnuje čtyřdílná sbírka s názvem Černá sanitka folkloristy Petra Janečka (2006; 2007; 2008; 2020) a na motivy těchto knih natočila Česká televize patnáctidílný seriál, byly dramatizovány Českým rozhlasem a brněnské HaDivadlo a Činoherní klub v Ústí nad Labem uspořádaly sérii představení.